# Dolabrifera
Dolabrifera is een geslacht van weekdieren uit de klasse van de Gastropoda (slakken).

## Soorten
- Dolabrifera brazieri G. B. Sowerby II, 1870
- Dolabrifera dolabrifera (Rang, 1828)
- Dolabrifera fusca Pease, 1868
- Dolabrifera jacksoniensis Pilsbry, 1896
- Dolabrifera vitraea G. B. Sowerby II, 1868